# Salomon-Turmmuseum

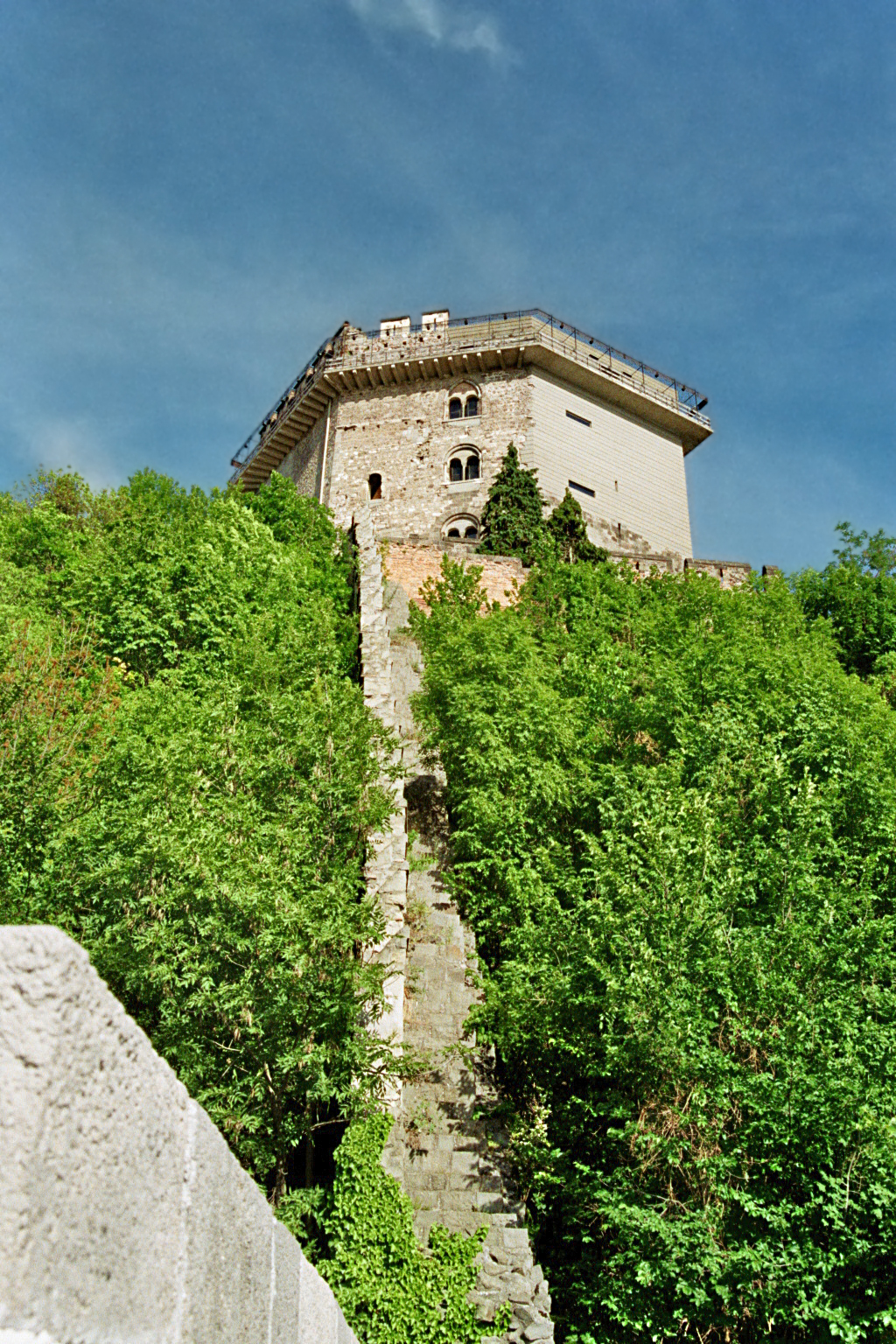
Der Turm als Teil des Verteidigungsringes von Visegrád.

Das Salomon-Turmmuseum befindet sich im Salomon-Turm (ungarisch Salamon-torony), dem Kernwerk einer mittelalterlichen Verteidigungsbastion der Stadt Visegrád im ungarischen Komitat Pest. Die zum Visegráder Mátyás Király Múzeum (König-Matthias-Museum) gehörende Zweigstelle beherbergt archäologische und historische Objekte zur Ortsgeschichte.

## Geschichte des Turmes
Der mächtige, rechteckige Wohnturm, der das Zentrum der Unteren Burg am Ostrand der Visegráder Verteidigungsanlage bildet, erhielt seinen Namen nach dem ungarischen König Salomon (1053–1087), der dort angeblich gefangen gehalten war. Da die Untere Burg jedoch erst zwischen 1250 und 1260 errichtet wurde, vermutet die Wissenschaft stattdessen im oberhalb des Turmes gelegenen spätrömischen Kastell Visegrád–Sibrik den eigentlichen unfreiwilligen Aufenthaltsort Salomons. Die antiken Mauern der Befestigungsanlage sowie ein großer Burgus bestanden noch bis in das Mittelalter.
Während der Türkenkriege wurde die Untere Burg zerstört und der Turm schwer beschädigt. Ab 1871 begannen Visegráder Bürger im Zuge einer landesweiten Romantik für die frühe ungarische Geschichte mit einer Wiederherstellung der Burganlage. Während der Zwischenkriegsjahre wurde eine erste archäologische Sammlung in dem erneuerten Wehrturm eingerichtet. 1950 vernichtete ein Feuer große Teile des Wiederaufbaus. Zwischen 1959 und 1964 erfolgte durch den Architekten János Sedlmayr ein erneuter, sehr freier Wiederaufbau des Turmes in deutlich sichtbarer Stahlbetonbauweise, die ganz bewusst zwischen den original erhaltenen Mauern und den modernen Zutaten unterscheiden will.

## Museum

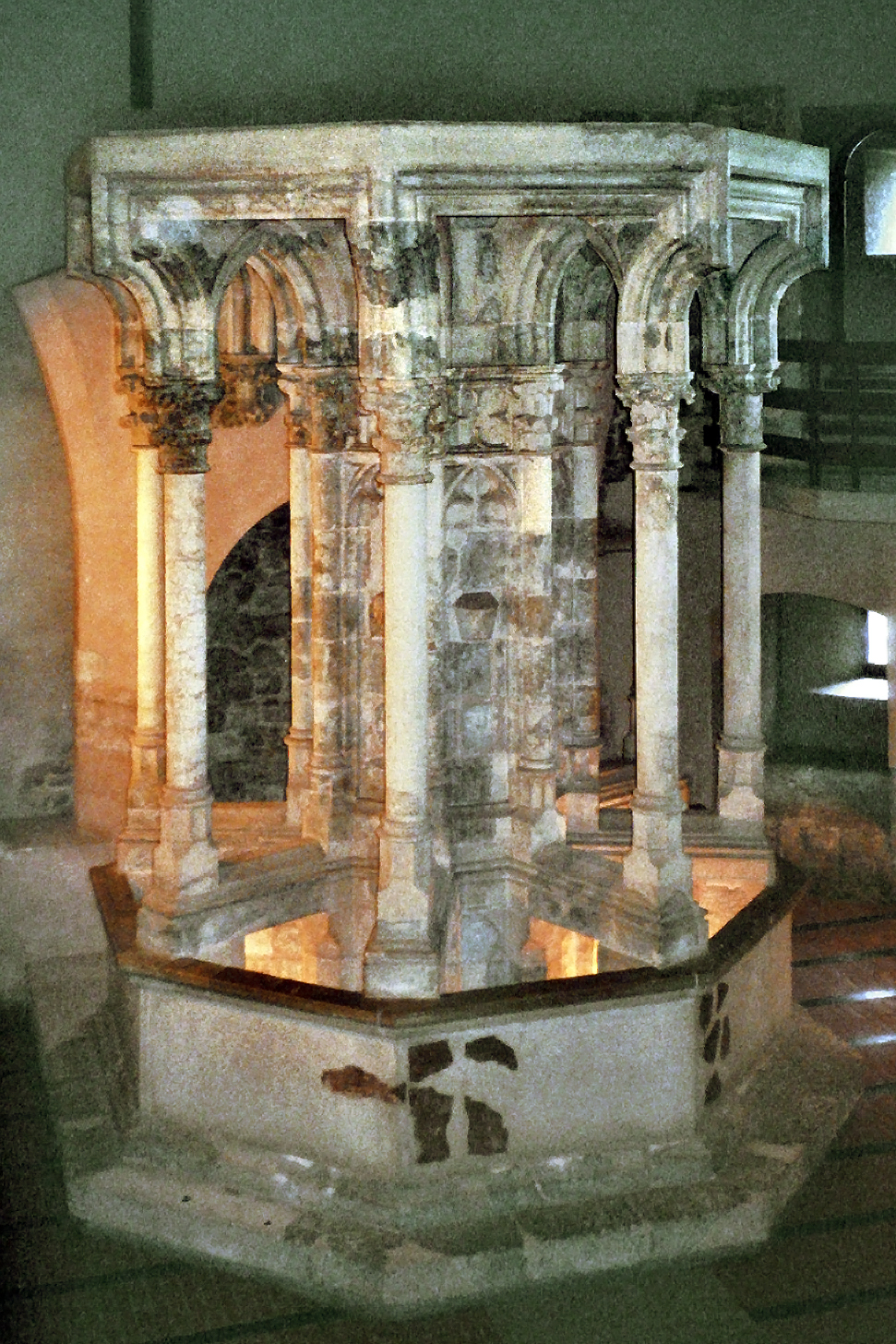
Hochgotische Brunnen aus dem Visegráder Schloss

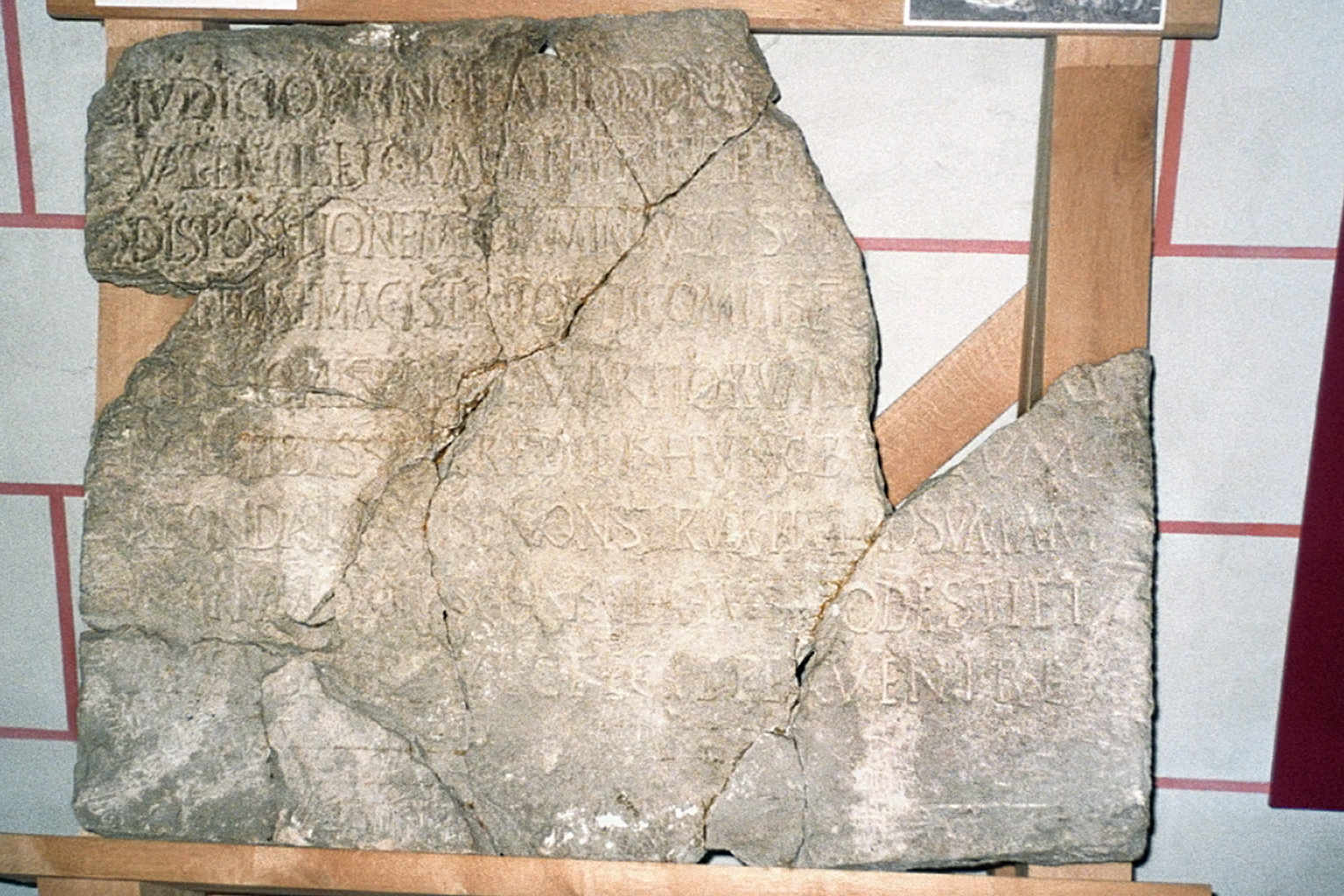
Spätrömische Bauinschrift des Burgus Visegrád-Steinbruch

Das Turmmuseum bietet auf drei Ebenen Ausstellungsflächen. Das Erdgeschoss ist alleine einem riesigen, aus Originalteilen rekonstruierten hochgotischen Brunnen gewidmet, der einst unter König Sigismund von Luxemburg (1368–1437) den Innenhof des königlichen Palastes von Visegrád schmückte. Im Zuge des Renaissance-Umbaus des Schlosses unter König Matthias Corvinus (1443–1490) wurde dieser Brunnen wieder entfernt und durch eine zeitgenössische Arbeit ersetzt.
Im ersten Stock werden Skulpturen, Bauteile und religiöse Objekte aus dem Mittelalter und der Renaissance präsentiert, die während der Ausgrabungen im Visegráder Schloss zu Tage kamen, darunter war auch die Visegráder Madonna, die jetzt in der teilrekonstruierten Kirchenruine des Schlosses gezeigt wird.
Der zweite Stock birgt für die Ortsgeschichte und das Donauknie bedeutende Objekte von der Urzeit bis in das 20. Jahrhundert. Von überregionalem Rang sind die bis 2004 erfolgten Grabungsergebnisse aus dem Kastell Visegrád–Gizellamajor sowie die Funde aus den Burgi Visegrád-Steinbruch (Burgus Solva 24) und Visegrád-Lepence (Burgus Solva 35). Der Burgus Solva 35 wird mit einer Teilrekonstruktion des Eingangsbereiches näher dargestellt. Zu sehen sind auch die für die Datierung so wichtigen Bauinschriften beider Burgi. Daneben können Fundstücke aus dem nahen Kastell Visegrád–Sibrik besichtigt werden.